# Александровка (посёлок, Плавский район)
Александровка — посёлок в Плавском районе Тульской области России.
В рамках административно-территориального устройства включается в Октябрьский сельский округ Плавского района, в рамках организации местного самоуправления включается в Пригородное сельское поселение.

## География
Посёлок находится в южной части Тульской области, в лесостепной зоне, в пределах северо-восточной части Среднерусской возвышенности, на правом берегу реки Плавы, на расстоянии примерно 5 километров (по прямой) к северу от города Плавска, административного центра района.

### Климат
Климат характеризуется как умеренно континентальный, с умеренно холодной снежной зимой и тёплым летом. Среднегодовая многолетняя температура воздуха составляет 4,2 °С. Абсолютный минимум температуры воздуха холодного периода составляет −42 °C; абсолютный максимум тёплого периода — 37 °C. Безморозный период длится около 141 дня. Среднегодовое количество атмосферных осадков составляет 536 мм, из которых большая часть (322 мм) выпадает в тёплый период. Среднегодовая скорость ветра составляет 4,6 м/с.

### Часовой пояс
Посёлок Александровка, как и вся Тульская область, находится в часовой зоне МСК (московское время). Смещение применяемого времени относительно UTC составляет +3:00.

## Население
| 2010 |
| ---- |
| 56   |

### Национальный состав
Согласно результатам переписи 2002 года, в национальной структуре населения русские составляли 97 % из 66 чел.